# Гумарино
Гумарино (карел. Gumarino) — посёлок в составе Поросозерского сельского поселения Суоярвского района Республики Карелия России.

## Общие сведения
Расположен на берегу реки Гумарина.

## Население
| 2002 | 2009 | 2010 | 2013 |
| ---- | ---- | ---- | ---- |
| 256  | ↘190 | ↘164 | ↘150 |

## Улицы
- ул. Заречная
- ул. Зелёная
- пер. Зелёный
- ул. Лесная
- ул. Молодёжная
- ул. Октябрьская
- ул. Пионерская
- ул. Советская
- ул. Центральная
- ул. Школьная

## Галерея

Гумарино
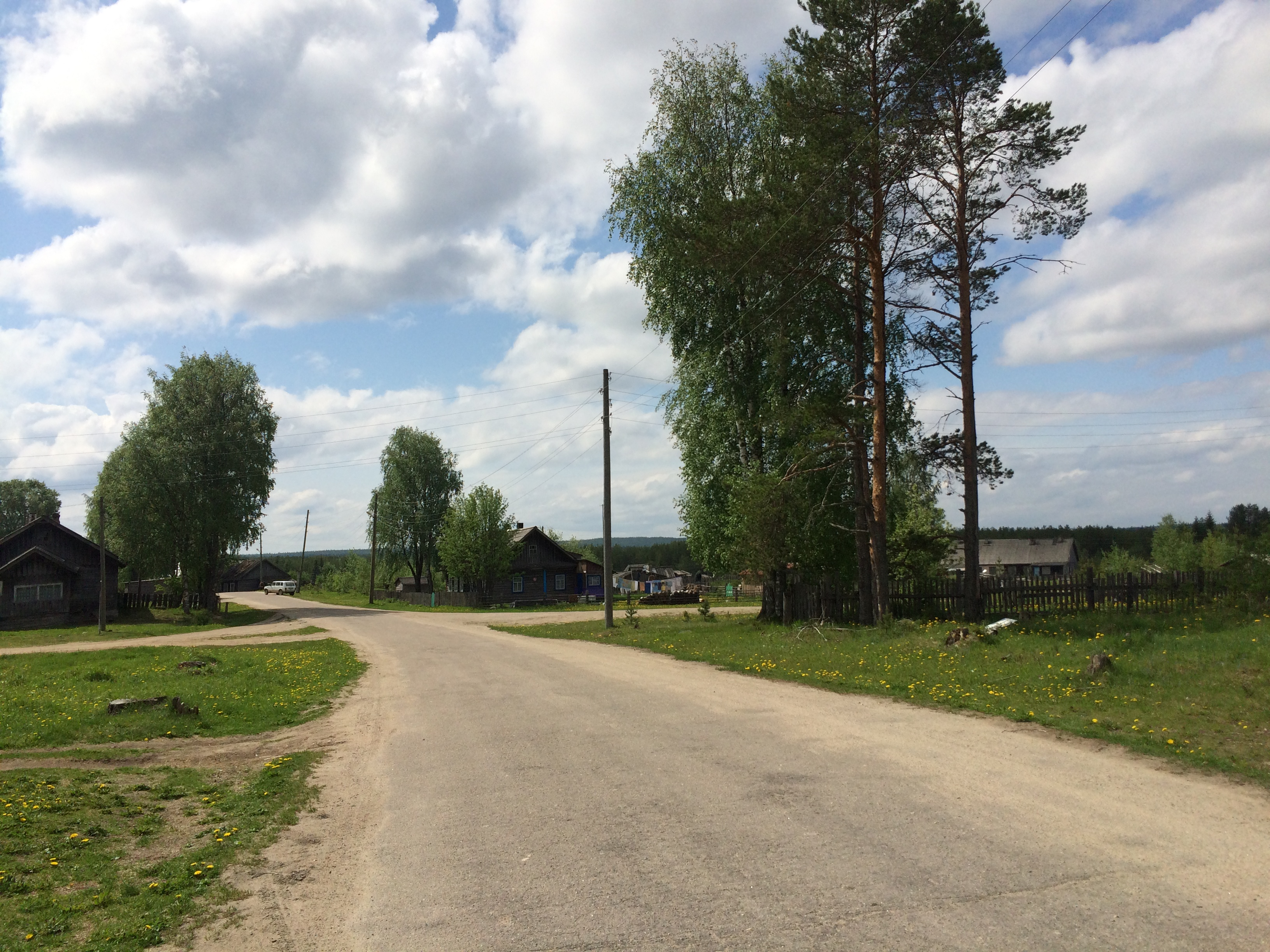
Дорога 86К-9
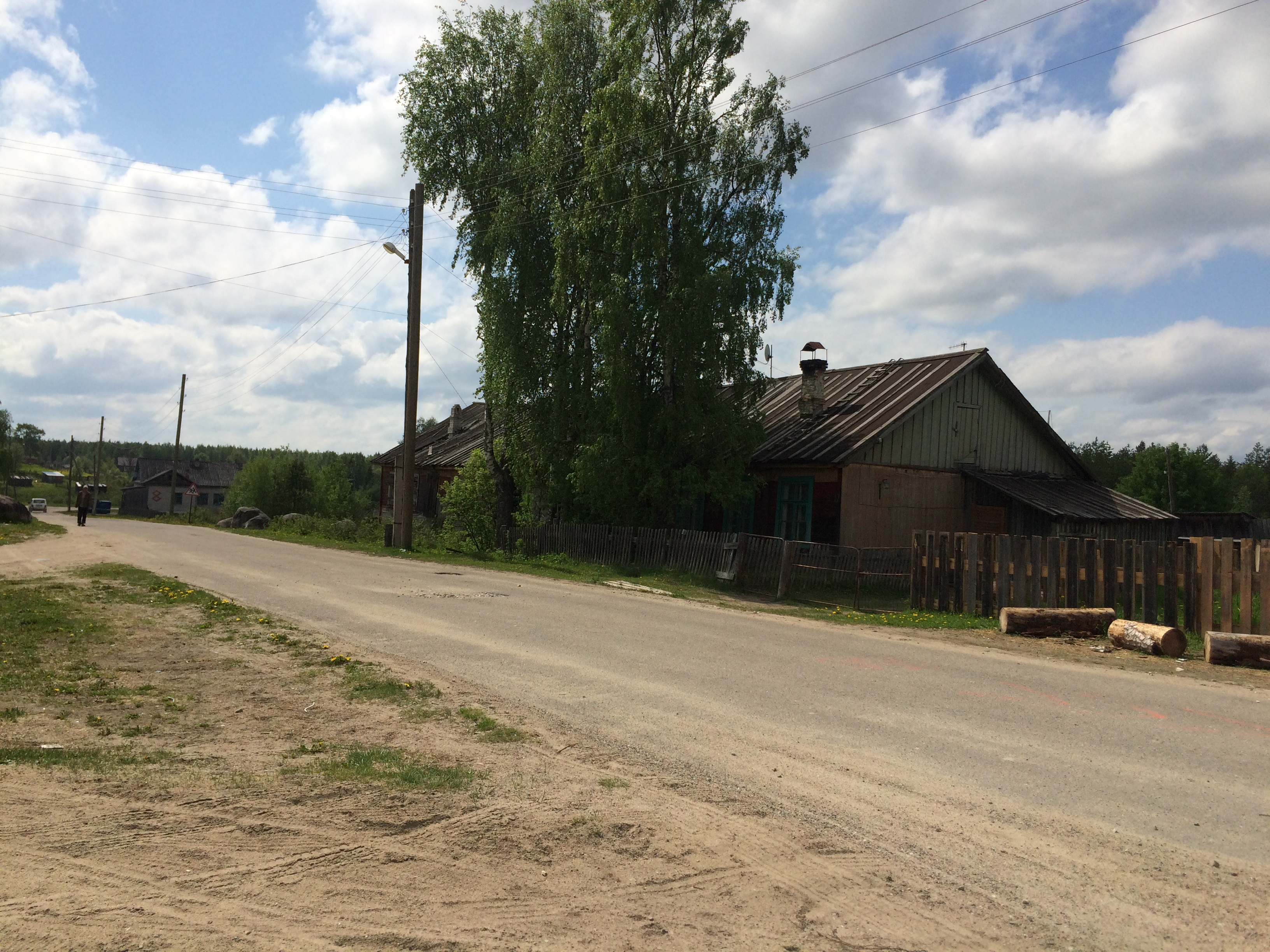
Дорога 86К-9
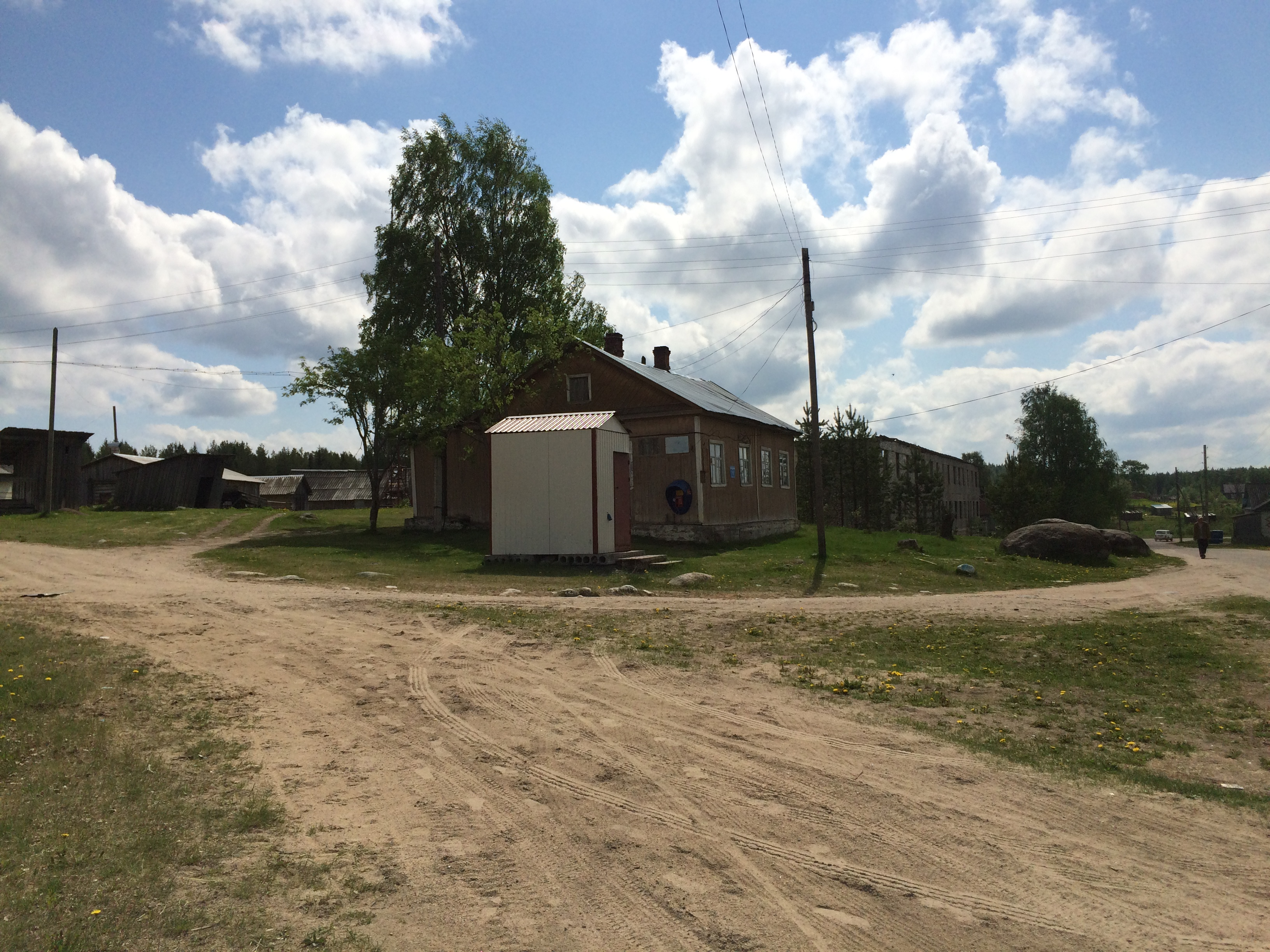
Центр посёлка